# اکسیس
اکسیس نام یک گروه هوی/پاور متال آلمانی است که در ۱۹۸۸ تشکیل شد. آلبوم آغازین آنها با نام پادشاهی شب پرفروش‌ترین آلبوم آغازین یک گروه هارد راک در سال ۱۹۸۹ آلمان شد.
ریشه موسیقی اکسیس به راک و هوی متال دهه‌های ۷۰ و ۸۰ میلادی بازمی‌گردد. سبک ویژه خواننده گروه در خوانندگی، یکی از نقاط تمایز این گروه است.

## آلبوم‌ها
- پادشاهی شب - (۱۹۸۹)
- اکسیس II - (۱۹۹۰)
- لرزه بزرگ - (۱۹۹۳)
- ذات‌های بقا - (۱۹۹۵)
- وودو وایبز - (۱۹۹۷)
- ناب و دشوار - (۱۹۹۹)
- بازگشت به پادشاهی - (۲۰۰۰)
- چشمان تاریکی - (۲۰۰۱)
- ماشین زمان - (۲۰۰۴)
- بهشت سوزان - (۲۰۰۶)
- بهترین‌های اکسیس - (۲۰۰۶)
- حکم سرنوشت - (۲۰۰۷)
- آرمان‌شهر - (۲۰۰۹)